# Metafannyella aurora
Metafannyella aurora is een zachte koraalsoort uit de familie Primnoidae. De koraalsoort komt uit het geslacht Metafannyella. Metafannyella aurora werd in 1998 voor het eerst wetenschappelijk beschreven door Bayer. 